# Dyskografia Dody
Dyskografia Dody, polskiej piosenkarki popowo-rockowej, składa się z czterech albumów studyjnych, dwóch albumów koncertowych oraz dwudziestu sześciu singli i dwudziestu siedmiu teledysków. Przed rozpoczęciem kariery solowej (2000–2006) i ponownie w latach 2014 oraz 2016–2019 Doda była wokalistką zespołu Virgin (zobacz dyskografię).
W 2007 wydała debiutancki, solowy album studyjny pt. Diamond Bitch, który zadebiutował na pierwszym miejscu listy sprzedaży płyt w Polsce i przebywał tam przez pięć tygodni z rzędu. Ponadto notowany był na 66. miejscu listy najlepiej sprzedających się płyt w Europe magazynu „Billboard”. Album osiągnął sprzedaż ponad 45 tys. egzemplarzy w Polsce, za co otrzymał status platynowej płyty. Rok później ukazała się jego reedycja wzbogacona m.in. o singel „Nie daj się”, który wygrał konkurs na „polski hit lata 2008” podczas Sopot Hit Festiwalu.
Jej drugi studyjny album, 7 pokus głównych, ukazał się w 2011. Album zajął czwarte miejsce na polskiej liście sprzedaży i osiągnął status platynowej płyty. Z wydawnictwa pochodzą single: „Bad Girls”, „XXX”, „Fuck It” (z Fokusem) i „Electrode”. W 2012 Doda wydała utwór „Kac Wawa” promujący film o tym samym tytule oraz singel „Twa energia” nagrany z Dżagą – jej medialnym sobowtórem. Rok później wydała singel „Wkręceni (High Life)” nagrany na ścieżkę dźwiękową do komedii Piotra Wereśniaka Wkręceni. W następnych latach wydała dwa single: „Riotka” (2014) i „Nie pytaj mnie” (2015), które zostały certyfikowane kolejno platyną i złotem, a także dwa albumy koncertowe, Fly High Tour – Doda Live (2014) i Riotka Tour (2017).
W 2019 ukazał się jej trzeci długogrający album pt. Dorota, który zadebiutował na czwartym miejscu listy sprzedaży OLiS. W ramach jego promocji wydała single „Nie wolno płakać” i „Nie mam dokąd wracać”. Jej czwarty album studyjny, Aquaria, ukazał się w 2022. Płyta zajęła drugie miejsce na liście OLiS i uzyskała status potrójnie platynowej. Singel promujący wydawnictwo, „Melodia ta”, został certyfikowany poczwórną platyną, „Nie żałuję” podwójną platyną, „Don’t Wanna Hide”, „Fake Love”, „Wodospady” i „Zatańczę z aniołami” platyną, zaś „Mama” złotem. Niesinglowy utwór z płyty, „Pewnie już wiesz”, również osiągnął status platyny. W 2023 Doda nagrała w duecie ze Smolastym singel „Nim zajdzie słońce”. Piosenka stała się pierwszym polskim utworem, który zdobył szczyt każdego z trzech oficjalnych notowań singli w Polsce i pokryła się potrójnym diamentem.

## Albumy studyjne
| Rok                                                 | Dane dot. albumu | Najwyższe pozycje na listach | Najwyższe pozycje na listach | Certyfikat                | Sprzedaż       |
| Rok                                                 | Dane dot. albumu | POL                          | EU                           | Certyfikat                | Sprzedaż       |
| --------------------------------------------------- | --- | ---------------------------- | ---------------------------- | ------------------------- | -------------- |
| 2007                                                | Diamond Bitch - Wydany: 27 lipca 2007 - Wydawca: Universal Music Polska - Formaty: CD, CD/DVD, digital download, winyl | 1                            | 66                           | - POL: platynowa płyta    | - POL: 45 000+ |
| 2011                                                | 7 pokus głównych - Wydany: 30 maja 2011 - Wydawca: Universal Music Polska - Formaty: CD, digital download, winyl       | 4                            | X                            | - POL: platynowa płyta    | - POL: 30 000+ |
| 2019                                                | Dorota - Wydany: 25 stycznia 2019 - Wydawca: Agora - Formaty: CD, digital download, winyl                              | 4                            | X                            |                           |                |
| 2022                                                | Aquaria - Wydany: 21 października 2022 - Wydawca: Universal Music Polska - Formaty: CD, digital download, winyl        | 2                            | X                            | - POL: 3× platynowa płyta | - POL: 90 000+ |
| „X” oznacza, że lista nie istniała w danym okresie. | |                              |                              |                           |                |

## Albumy koncertowe
| Rok                                                     | Dane dot. albumu | Najwyższa pozycja na liście |
| Rok                                                     | Dane dot. albumu | POL                         |
| ------------------------------------------------------- | --- | --------------------------- |
| 2014                                                    | Fly High Tour – Doda Live - Wydany: 14 marca 2014 - Wydawca: Warner Music Poland - Formaty: DVD, CD, digital download | 17                          |
| 2017                                                    | Riotka Tour - Wydany: 19 kwietnia 2017 - Wydawca: Kino Świat - Formaty: DVD                                           | –                           |
| „–” oznacza, że album nie był notowany na danej liście. | |                             |

## Single
| Rok | Tytuł                                                | Najwyższe pozycje na listach | Najwyższe pozycje na listach | Najwyższe pozycje na listach | Najwyższe pozycje na listach | Najwyższe pozycje na listach | Najwyższe pozycje na listach | Najwyższe pozycje na listach | Najwyższe pozycje na listach | Certyfikat                 | Sprzedaż        | Album                                                    |
| Rok | Tytuł                                                | POL (airplay)                | POL (streaming)              | POL (airplay nowości)        | POL (airplay TV)             | POL (Billboard)              | RMF                          | Eska                         | Zet                          | Certyfikat                 | Sprzedaż        | Album                                                    |
| --- | ---------------------------------------------------- | ---------------------------- | ---------------------------- | ---------------------------- | ---------------------------- | ---------------------------- | ---------------------------- | ---------------------------- | ---------------------------- | -------------------------- | --------------- | -------------------------------------------------------- |
| 2007 | „Katharsis”                                          | –                            | X                            | X                            | X                            | X                            | 1                            | 2                            | –                            |                            |                 | Diamond Bitch                                            |
| 2007 | „To jest to”                                         | –                            | X                            | X                            | X                            | X                            | 3                            | –                            | –                            |                            |                 | Diamond Bitch                                            |
| 2008 | „Nie daj się”                                        | –                            | X                            | X                            | X                            | X                            | –                            | –                            | –                            |                            |                 | Diamond Bitch                                            |
| 2009 | „Rany”                                               | –                            | X                            | X                            | X                            | X                            | –                            | –                            | –                            |                            |                 | Diamond Bitch                                            |
| 2009 | „Dziękuję”                                           | –                            | X                            | X                            | X                            | X                            | –                            | –                            | –                            |                            |                 | Diamond Bitch                                            |
| 2010 | „Bad Girls”                                          | –                            | X                            | –                            | 2                            | X                            | –                            | –                            | –                            |                            |                 | 7 pokus głównych                                         |
| 2011 | „XXX”                                                | –                            | X                            | –                            | –                            | X                            | –                            | –                            | –                            |                            |                 | 7 pokus głównych                                         |
| 2012 | „Kac Wawa”                                           | –                            | X                            | –                            | –                            | X                            | –                            | –                            | –                            |                            |                 | Kac Wawa (ścieżka dźwiękowa)                             |
| 2012 | „Fuck It” (gościnnie: Fokus)                         | –                            | X                            | –                            | –                            | X                            | –                            | –                            | –                            |                            |                 | 7 pokus głównych                                         |
| 2013 | „Electrode”                                          | –                            | X                            | –                            | –                            | X                            | –                            | –                            | –                            |                            |                 | 7 pokus głównych                                         |
| 2013 | „Wkręceni (High Life)”                               | –                            | X                            | 3                            | –                            | X                            | –                            | 3                            | –                            |                            |                 | Wkręceni (ścieżka dźwiękowa) / Fly High Tour – Doda Live |
| 2014 | „Riotka”                                             | –                            | X                            | 4                            | –                            | X                            | –                            | –                            | –                            | - POL: platynowa płyta     | - POL: 20 000+  | Riotka Tour                                              |
| 2015 | „Nie pytaj mnie”                                     | –                            | X                            | 2                            | –                            | X                            | –                            | –                            | –                            | - POL: złota płyta         | - POL: 10 000+  | Riotka Tour                                              |
| 2018 | „Nie wolno płakać”                                   | –                            | X                            | –                            | –                            | X                            | –                            | –                            | –                            |                            |                 | Dorota                                                   |
| 2019 | „Nie mam dokąd wracać”                               | –                            | X                            | –                            | –                            | X                            | –                            | –                            | –                            |                            |                 | Dorota                                                   |
| 2021 | „Don’t Wanna Hide”                                   | –                            | X                            | –                            | –                            | X                            | –                            | –                            | –                            | - POL: platynowa płyta     | - POL: 50 000+  | Dziewczyny z Dubaju (ścieżka dźwiękowa) / Aquaria        |
| 2021 | „Fake Love”                                          | 6                            | X                            | 4                            | 2                            | X                            | 1                            | 2                            | 1                            | - POL: platynowa płyta     | - POL: 50 000+  | Aquaria                                                  |
| 2022 | „Melodia ta”                                         | 4                            | X                            | 1                            | 1                            | –                            | 1                            | 4                            | 1                            | - POL: 4× platynowa płyta  | - POL: 200 000+ | Aquaria                                                  |
| 2022 | „Wodospady”                                          | –                            | X                            | –                            | –                            | –                            | –                            | –                            | –                            | - POL: platynowa płyta     | - POL: 50 000+  | Aquaria                                                  |
| 2023 | „Zatańczę z aniołami”                                | 22                           | 63                           | X                            | X                            | –                            | 2                            | –                            | –                            | - POL: platynowa płyta     | - POL: 50 000+  | Aquaria                                                  |
| 2023 | „Mama”                                               | 8                            | –                            | X                            | X                            | –                            | 1                            | –                            | 1                            | - POL: złota płyta         | - POL: 25 000+  | Aquaria                                                  |
| 2024 | „Nie żałuję” (gościnnie: Smolasty)                   | 5                            | 58                           | X                            | X                            | –                            | 1                            | 9                            | 1                            | - POL: 2× platynowa płyta  | - POL: 100 000+ | Aquaria                                                  |
| Gościnnie |                                                      |                              |                              |                              |                              |                              |                              |                              |                              |                            |                 |                                                          |
| 2010 | „Muzyki moc” (VIVA i Przyjaciele)                    | –                            | X                            | –                            | 2                            | X                            | –                            | –                            | –                            |                            |                 | VIVA 10 lat                                              |
| 2012 | „Twa energia” (Dżaga, gościnnie: Doda)               | –                            | X                            | –                            | –                            | X                            | –                            | –                            | –                            |                            |                 | –                                                        |
| 2017 | „Między nami pokój” (Bohdan Łazuka, gościnnie: Doda) | –                            | X                            | –                            | –                            | X                            | –                            | –                            | –                            |                            |                 | Nocny Bohdan – Duety                                     |
| 2023 | „Nim zajdzie słońce” (Smolasty, gościnnie: Doda)     | 1                            | 1                            | X                            | X                            | 1                            | 1                            | 1                            | 1                            | - POL: 3× diamentowa płyta | - POL: 750 000+ | –                                                        |
| „–” oznacza, że singel nie był notowany na danej liście. „X” oznacza, że lista nie istniała w danym okresie. |                                                      |                              |                              |                              |                              |                              |                              |                              |                              |                            |                 |                                                          |

## Niesinglowe występy gościnne
| Rok                                                 | Tytuł                                             | Najwyższa pozycja na liście | Certyfikat         | Sprzedaż       | Album               |
| Rok                                                 | Tytuł                                             | POL (streaming)             | Certyfikat         | Sprzedaż       | Album               |
| --------------------------------------------------- | ------------------------------------------------- | --------------------------- | ------------------ | -------------- | ------------------- |
| 2014                                                | „Hej” (Lubert, gościnnie: Doda)                   | X                           |                    |                | Z miłości do muzyki |
| 2022                                                | „Diamenty” (Bedoes i White 2115, gościnnie: Doda) | 75                          | - POL: złota płyta | - POL: 25 000+ | Rodzinny biznes     |
| „X” oznacza, że lista nie istniała w danym okresie. |                                                   |                             |                    |                |                     |

## Certyfikowane utwory
| Rok  | Tytuł              | Certyfikat             | Sprzedaż       | Album   |
| ---- | ------------------ | ---------------------- | -------------- | ------- |
| 2022 | „Pewnie już wiesz” | - POL: platynowa płyta | - POL: 50 000+ | Aquaria |

## Pozostałe utwory
| Rok  | Tytuł                   | Uwagi |
| ---- | ----------------------- | --- |
| 2010 | „Bad Girls”             | Anglojęzyczna wersja utworu o tym samym tytule z wydanej w 2011 płyty 7 pokus głównych. Utwór miał znaleźć się na anglojęzycznej wersji albumu, The 7 Temptations, która ostatecznie nie została wydana. |
| 2010 | „My Way or No Way”      | Anglojęzyczna wersja utworu „Lazarium” z wydanej w 2011 płyty 7 pokus głównych. Utwór miał znaleźć się na anglojęzycznej wersji albumu, The 7 Temptations, która ostatecznie nie została wydana. |
| 2011 | „XXX”                   | Anglojęzyczna wersja utworu o tym samym tytule z wydanej w 2011 płyty 7 pokus głównych. Utwór miał znaleźć się na anglojęzycznej wersji albumu, The 7 Temptations, która ostatecznie nie została wydana. 11 listopada 2011, w dzień premiery teledysku do polskojęzycznej wersji utworu, Doda udostępniła całość piosenki na swojej oficjalnej stronie internetowej.                                   |
| 2012 | „Poczuj magię”          | Utwór początkowo miał znaleźć się na płycie Diamond Bitch, jednak ostatecznie nie został na niej umieszczony. W 2008 jego fragmenty wykorzystane zostały w reklamie lodów marki Koral z udziałem Dody. W 2012 utwór w całości opublikowany został w internecie. Powstała również anglojęzyczna wersja piosenki pt. „Feel the Magic”. Jej fragmentu użyto w międzynarodowej wersji reklamy lodów Koral. |
| 2012 | „Singing in the Chains” | Anglojęzyczna wersja utworu „Singin'” z wydanej w 2011 płyty 7 pokus głównych. Utwór miał znaleźć się na anglojęzycznej wersji albumu, The 7 Temptations, która ostatecznie nie została wydana. W marcu 2011 zaprezentowano fragment piosenki. Utwór został opublikowany w całości w internecie w 2012.                                                                                                |
| 2012 | „Let’s Get It Started”  | Anglojęzyczna wersja utworu „Nieskromnie” z wydanej w 2011 płyty 7 pokus głównych. Utwór miał znaleźć się na anglojęzycznej wersji albumu, The 7 Temptations, która ostatecznie nie została wydana. Piosenka została opublikowana w całości w internecie w 2012. |
| 2012 | „Titanium”              | Cover utworu „Titanium” w oryginalne wykonywanego przez Davida Guettę i Sia. Doda opublikowała studyjną wersję utworu wraz z teledyskiem 24 grudnia 2012 jako prezent bożonarodzeniowy dla swoich fanów. |
| 2015 | „Not Over You”          | Anglojęzyczna wersja singla „Riotka”. |
| 2016 | „Osa”                   | Utwór powstał w 2013 i miał znaleźć się na płycie nagrywanej przez piosenkarkę dla wytwórni Warner Music. Ostatecznie album nie ukazał się, a piosenkę „Osa” Doda opublikowała 6 czerwca 2016 na swoim oficjalnym kanale w serwisie YouTube. |
| 2016 | „You Are the One”       | Anglojęzyczna wersja singla „Nie pytaj mnie”, którą Doda opublikowała 5 sierpnia 2016 na swoim oficjalnym kanale w serwisie YouTube. |
| 2017 | „Lions”                 | Utwór powstał na przełomie 2013–2014 i miał znaleźć się na płycie nagrywanej przez piosenkarkę dla wytwórni Warner Music. Ostatecznie album nie ukazał się, a „Lions” wyciekło do internetu 4 sierpnia 2017. Utwór w 2016 został wydany z polskojęzycznym tekstem przez Marcina Czerwińskiego pod tytułem „Jak lew”.                                                                                   |
| 2017 | „Stay”                  | Niewydany utwór Dody, który wyciekł do internetu 11 sierpnia 2017. |
| 2020 | „Bright Lights”         | Anglojęzyczna wersja singla „Wkręceni (High Life)”, którą Doda opublikowała 24 grudnia 2020 na swoim oficjalnym kanale w serwisie YouTube. |

## Teledyski
| Rok       | Utwór                  | Reżyseria                           | Źr.    |
| --------- | ---------------------- | ----------------------------------- | ------ |
| 2007      | „Katharsis”            | Anna Maliszewska                    | [ 49 ] |
| 2008      | „Nie daj się”          | Anna Maliszewska                    | [ 50 ] |
| 2009      | „Rany”                 | Bo Martin, Doda                     | [ 51 ] |
| 2009      | „Dziękuję”             | Anna Maliszewska                    | [ 52 ] |
| 2011      | „Bad Girls”            | –                                   | [ 53 ] |
| 2011      | „XXX”                  | Takumi Koyama                       | [ 54 ] |
| 2012      | „Kac Wawa”             | –                                   | [ 55 ] |
| 2012      | „Fuck It”              | Xawery Żuławski                     | [ 56 ] |
| 2013      | „Electrode”            | Jarek Boliński                      | [ 57 ] |
| 2014      | „Wkręceni (High Life)” | –                                   | [ 58 ] |
| 2014      | „Riotka”               | Michał Bolland                      | [ 59 ] |
| 2015      | „Nie pytaj mnie”       | Michał Bolland                      | [ 60 ] |
| 2018      | „Nie wolno płakać”     | Konrad Aksinowicz                   | [ 61 ] |
| 2019      | „Nie mam dokąd wracać” | Konrad Aksinowicz                   | [ 62 ] |
| 2021      | „Don’t Wanna Hide”     | Olga Czyżykiewicz                   | [ 63 ] |
| 2021      | „Fake Love”            | Kamil Stanek                        | [ 64 ] |
| 2022      | „Melodia ta”           | Adam Romanowski                     | [ 65 ] |
| 2022      | „Wodospady”            | Adam Romanowski                     | [ 66 ] |
| 2023      | „Zatańczę z aniołami”  | Krzysztof Grudziński                | [ 67 ] |
| 2023      | „Pewnie już wiesz”     | Marcin Ziółko                       | [ 68 ] |
| 2023      | „Nie otwieram oczu”    | Michał Pańszczyk                    | [ 69 ] |
| 2023      | „Mama”                 | Przemek Dzienis                     | [ 70 ] |
| 2024      | „Nie żałuję”           | Piotr Zajączkowski                  | [ 71 ] |
| Gościnnie |                        |                                     |        |
| 2010      | „Muzyki moc”           | Jacek Szymczak                      | [ 72 ] |
| 2012      | „Twa energia”          | Bartosz Łukasiuk, Patryk Grabarczyk | [ 73 ] |
| 2017      | „Między nami pokój”    | Piotr Remiszewski                   | [ 32 ] |
| 2023      | „Nim zajdzie słońce”   | Piotr Zajączkowski                  | [ 74 ] |